# Палац Потоцьких-Коссецьких у Савинцях
Палац Потоцьких-Коссецьких — пам'ятка архітектури 18 століття, розташована в селі Савинці, Ярмолинецького району, Хмельницької області.

## Історія
Посол сейму, барський конфедерат, белзький воєвода, генерал-майор військ коронних Теодор Потоцький збудував в 1759 році у селі новий палац в стилі традиційних польських дворів — на місці старого, знищенного у 1703 році. Навколо будівлі він наказав закласти парк, площею в 25 га, що спускався до ставків терасами. На початку парку стояла кам'яна фігура Яна Непомуцена. Від фігури до сусіднього лісу йшов підземний хід незрозумілого призначення.
Палац прожив майже без перебудов півтора століття, до Першої світової. В Савинцях, і в Смотричу тримали великий двір, гвардію козаків і навіть хорові капели. Після смерті Теодора маєток успадкував його син Адам Потоцький, а потім і онук Юліуш Потоцький (1824—1903). Франпільський ключ, в який входили Савинці, на аукціоні приблизно в 1860 році придбав Юзеф Коссецький. Його син Франтішек у 1895 році продав Савинці російському полковнику Бенкендорфу. Хоча Коссецькі купили маєток з деякими старими меблями, Бенкендорфу вони їх не лишили, перевезли у свої інші володіння.
Зараз в приміщення розташована школа.

## Опис
Савинецька резиденція вважалася однією з найкращих на Поділлі. Тут було 25 кімнат різного призначення. В салоні з старовинним дубовим паркетом був чудовий камін. Кілька покоїв називали «королівськими» — їх було облаштовано для прийому останнього польського короля Станіслава Августа Понятовського, який ночував у Савинцях 16 листопада 1781 року, коли повертався з Кам'янця. Особливо розкішно були умебльовані два салони палацу. Їх стіни були оббиті парчею. На стінах одного з них висіли картини, що зображали Купідона і Самсона (ймовірно роботи Марчелло Баччареллі). В пам'ять про відвідини двору королем в одну з стін палацу була вмонтована пам'ятна мармурова таблиця.
Центральна частина палацу слугувала як помешкання для господарів, там же були репрезентаційні зали. Була велика театральна зала. Приміщення в мансарді були гардеробними та господарськими. Для гостей виділялися два павільйони, які й збереглися до наших днів, сильно перебудовані. Зліва від палацу знаходилася двоповерхова оранжерея. Її південна сторона була повністю заскленою. Весь маєток був оточений низьким муром. В'їзна брама, прикрашена обелісками, не збереглася.